# Мартиненко Євгеній Олегович
Євге́ній Оле́гович Мартине́нко (нар. 25 червня 1993, Шевченкове, Одеська область) — український футболіст, захисник.

## Життєпис
Євген Мартиненко народився 25 червня 1993 року. Вихованець одеської СДЮШОР «Чорноморець». Перші тренери — В. А. Голіков та Леонід Гайдаржи. У 2011 році Євген грав за фарм-клуб одеської команди — «Чорноморець-2» і провів там шість матчів. Після розпуску команди Мартиненко почав грати у молодіжному складі «моряків». За сезони 2011–2012 та 2012–2013 років всього провів 48 матчів та забив п'ять голів. Свій перший офіційний матч за основний склад «Чорноморця» Євген провів 25 вересня 2013 року у розіграші кубку України: одесити зустрілися з миколаївським клубом «Енергія». Вийшовши зі стартових хвилин, Євген провів на полі увесь матч.
23 червня 2018 року ЗМІ повідомили що Євген Мартиненко став гравцем полтавської «Ворскли».
У вересні 2020 року знову став гравцем одеського «Чорноморця». У вересні 2022 року Мартиненко став гравцем норвезького клубу «Фана ІЛ».

## Статистика виступів
| «Чорноморець» О                  | ПЛ                | 13-14             | 2 | 0 | 1 | 0 | ПД | 16 | 1 | 19 | 1 |
| «Чорноморець» О                  | ПЛ                | 12-13             | 0 | 0 | 0 | 0 | ПД | 26 | 4 | 26 | 4 |
| «Чорноморець» О                  | ПЛ                | 11-12             | 0 | 0 | 0 | 0 | МП | 22 | 1 | 22 | 1 |
| «Чорноморець» О                  | Всього            | Всього            | 2 | 0 | 1 | 0 |    | 64 | 6 | 67 | 6 |
| «Чорноморець-2» О                | 2Л                | 10-11             | 6 | 0 | 0 | 0 | -  | -  | - | 6  | 0 |
| «Чорноморець-2» О                | Всього            | Всього            | 6 | 0 | 0 | 0 |    | 0  | 0 | 6  | 0 |
| Всього за кар'єру                | Всього за кар'єру | Всього за кар'єру | 8 | 0 | 1 | 0 |    | 64 | 6 | 73 | 6 |
| Останнє оновлення 20 травня 2014 |                   |                   |   |   |   |   |    |    |   |    |   |